# Michael Donovan (Filmproduzent)
Michael Donovan OC (* 17. März 1953) ist ein kanadischer Filmproduzent und Unternehmer. Für die Produktion von Michael Moores Film Bowling for Columbine wurde er 2003 gemeinsam mit Moore mit dem Oscar für den Besten Dokumentarfilm ausgezeichnet.

## Leben und Leistungen
Michael Donovan wurde am Saint Patrick’s Day 1953 als zweites von acht Kindern einer irisch-katholischen Familie geboren und wuchs in Halifax, Nova Scotia auf. Nach Abschluss der Schule begann er zunächst ein Medizinstudium, das er aber bald abbrach, um Jura zu studieren. Er war ein Jahr als Referendar bei der Rechtsberatung der Dalhousie Law School tätig, was Donovan aber später als „deprimierende und frustrierende“ Erfahrung beschrieb.
Nach einer Phase der Orientierungslosigkeit beschloss er, gemeinsam mit seinem Bruder Paul Donovan ins Filmproduktionsgeschäft einzusteigen. Über ein Steuervergünstigungsprogramm der kanadischen Regierung, bei dem vermögende Privatpersonen ihre Investitionen in kanadische Spielfilme von ihrem zu versteuernden Einkommen abziehen konnte, sammelten sie 300.000 CAD ein, mit denen sie 1981 den Kriegsfilm Das Unterwasserboot drehten, der sich allerdings als Flop erwies.
Mit Unterstützung eines Finanziers konnten die Brüder 1981 dennoch das Produktionsunternehmen Salter Street Films gründen. Das erste Projekt des Unternehmens war der mit Tom Nardini und Brenda Bazinet in den Hauptrollen besetzte Action-Thriller New York 1991 – Nacht ohne Gesetz, den die Brüder für 250.000 CAD in zehn Tagen abdrehten. Im Gegensatz zu Das Unterwasserboot spielte dieser Film sein Geld wieder ein.
Seit 1993 produzierte Donovan die satirische Comedyserie This Hour Has 22 Minutes. Mit dem US-Filmemacher Michael Moore produzierte Donovan ab dem Jahr 1999 zwei Staffeln der Polit-Satire The Awful Truth. 2002 produzierte Donovan gemeinsam mit Moore, Charles Bishop, Jim Czarnecki und Kathleen Glynn den Dokumentarfilm Bowling for Columbine über den Amoklauf an der Columbine High School. Der Film brachte Donovan und Moore 2003 den Oscar für den Besten Dokumentarfilm ein.
Im Februar 2001 wurde Salter Street Films von Alliance Atlantis für 82,3 Mio. CAD aufgekauft; beide Unternehmen fusionierten im April des gleichen Jahres. Die Donovan-Brüder arbeiteten auch nach der Fusion weiter im Unternehmen. Aufgrund einer rückläufigen Nachfrage musste Salter Street Films 2003 geschlossen und alle Mitarbeiter entlassen werden. Bereits 2004 gründeten Michael Donovan und Charles Bishop mit The Halifax Film Company ein neues Produktionsunternehmen. Das Unternehmen kaufte umgehend die Rechte an der Serie This Hour Has 22 Minutes zurück. Darüber hinaus produzierte das Unternehmen Animationsserien wie Poko und Bo on the Go!.
Donovan adaptierte Roméo Dallaires Buch Handschlag mit dem Teufel. Die Mitschuld der Weltgemeinschaft am Völkermord in Ruanda über den Völkermord in Ruanda als Drehbuch und produzierte den 2007 von Roger Spottiswoode gedrehten Film Shake Hands with the Devil gemeinsam mit Laszlo Barna. Diese Leistung brachte ihm bei den Genie Awards 2008 jeweils eine Nominierung für den Besten Film und das Beste adaptierte Drehbuch ein.
Im Jahr 2006 fusionierte The Halifax Film Company mit dem Torontoer Unternehmen Decode Entertainment zum neuen Unternehmen DHX Media. Das Unternehmen erwarb später kontinuierlich weiter Produktionsstudios und Entertainment-Marken sowie 2014 den kanadischen Spartenkanal Family Channel, um so in den Rundfunkbereich zu expandieren. 2016 gründete man das YouTube-Netzwerk WildBrain und 2019 wurde das gesamte Unternehmen in WildBrain umbenannt. Im gleichen Jahr gab Donovan seinen Posten als CEO des Unternehmens ab und verließ im Oktober 2019 auch den Aufsichtsrat des Unternehmens.
Kurz darauf gründete Donovan mit Oakland Road Films erneut ein Produktionsunternehmen und erwarb gemeinsam mit Dana Landry erneut die Rechte an der Serie This Hour Has 22 Minutes.
Im Jahr 2019 wurde Donovan wegen seiner Verdienste um die kanadische Film- und Fernsehindustrie zum Officer of the Order of Canada ernannt.
Donovan ist verheiratet und Vater mehrerer Kinder.

## Filmografie (Auswahl)
Produzent
- 1981: Das Unterwasserboot (South Pacific 1942)
- 1983: New York 1991 – Nacht ohne Gesetz (Self Defense)
- 1985: Def-Con 4 – Das letzte Kommando (Def-Con 4)
- 2001: Talking to Americans (Fernsehspecial)
- 2002: Bowling for Columbine (Dokumentarfilm)
- 2007: Shake Hands with the Devil
- 2015: Across the Line

Executive Producer
- 1986–1989: Codco (Fernsehserie, 35 Episoden)
- 1992: Diplomatic Immunity
- 1992: Verwirrspiel auf Solomon Gundy (Buried on Sunday)
- 1993: Hölle einer Ehe (Life with Billy, Fernsehfilm)
- 1993–2023: This Hour Has 22 Minutes (Fernsehserie, 128 Episoden)
- 1997: Major Crime (Fernsehfilm)
- 1998–2000: Emily of New Moon (Fernsehserie, 45 Episoden)
- 1999: Jacob Two Two Meets the Hooded Fang
- 1999: Pirates (Fernsehserie)
- 1999–2000: The Awful Truth (Dokumentarserie, 12 Episoden)
- 2000: The Itch (Fernsehserie, 13 Episoden)
- 2001: Chasing Cain (Fernsehfilm)
- 2001–2003: Made in Canada (Fernsehserie, 40 Episoden)
- 2003: Poko (Fernsehserie)
- 2003: Shattered City: The Halifax Explosion (Fernsehzweiteiler)
- 2006: North/South (Fernsehserie)
- 2007: Bo on the Go! (Fernsehserie, 10 Episoden)
- 2008: The Secret Lives of Second Wives (Fernsehfilm)
- 2008: The Mighty Jungle (Fernsehserie)
- 2008–2009: Animal Mechanicals (Fernsehserie, 40 Episoden)
- 2009: Soul (Fernsehserie, 4 Episoden)
- 2008–2009: The Guard (Fernsehserie, 22 Episoden)
- 2009–2010: That's So Weird! (Fernsehserie, 13 Episoden)
- 2011: Befriend and Betray (Fernsehfilm)
- 2012: Dr. Bob's House (Fernsehserie)
- 2013: Satisfaction (Fernsehserie, 13 Episoden)
- 2019: Diggstown (Fernsehserie, 6 Episoden)

Drehbuchautor
- 2007: Shake Hands with the Devil
- 2018: Zafari (Fernsehserie, 1 Episode)